# Туристичка организација Ваљево
| Туристичка организација Ваљево |                                |
|                                |                                |
| Оснивач:                       | Град Ваљево                    |
| Основана:                      | 1952.                          |
| Седиште:                       | Проте Матеје 1 · Ваљево Србија |
| Директор:                      | Ана Марковић                   |
| Веб презентација               | http://tov.rs/                 |

Туристичка организација Ваљево је једна од јавних установа града Ваљева.

## Историја
Први облици организованог туризма у оквиру Ваљевског краја се јављају 1925. године, када је 28 чланова основало „Здравствено удружење Дивчибара”. У наредним годинама су отпочеле и прве организоване туре ка планини.
Претходни следбеници „Туристицке организације Ваљево” су:
- Од 1952-1966. године је функционисала као „Установа за унапређење развоја туристичког места Дивчибаре”
- 1966-1985. године послује под називом „Ваздушна бања Дивчибаре”
- 1985-1988. године „Организација за развој туризма Дивчибаре”
- 1988-1994. године „Туристички савез општине Ваљево”
- 1994-2005. године „Дивчибаре турист” заједно са „Туристичка организација Ваљево”
- 2005-2011. године ради као „Ваљево турист”. Ова организација ради све до 2011. године, када „Туристичка организација Ваљево” постаје њен правни следбеник
- Од 2011. до данас „Туристичка организација Ваљево” има задатак да на најбољи нацин промовише град Ваљево И околину.

## Делатности туристичке организације
- Унапређење пословања и допринос што успешнијем пословању у области Економије
- Координирање активности и сарадње између привредних и других субјеката у туризму
- Доношење годишњег програма и плана промотивних актвиности
- Обезбеђивање информативно-пропагандног материјала, којим се промовишу туристичке вредности
- Прикупљање и објављивање информација о целокупној туристичкој понуди на својој територији
- Организовање и учесће у организацији научних, стручних, спортских, културних и других скупова и манифестација
- Организовање туристичко-информативних центара (за прихват туриста, пружање бесплатних информација туристима и др.)
- Посредовање у пружању услуга у домаћој радиности
- Подстицање реализације програма изградње туристичке инфраструктуре и уређење простора

## Главне понуде
Оно што представља део главне понуде Туристичке организације Ваљево јесте:
- Тешњар-стара ваљевска чаршија
- Трг војводе Мишића и пешачка зона града
- Народни музеј Ваљево
- Модерна галерија Ваљево и збирка Љубе Поповића
- Манастири Јовања, Ћелије, Лелић и Пустиња
- Дивчибаре, планински центар
- Излет, пливање на реци Градац
- Истраживачка станица Петница

## Манифестације
- Десанкини мајски разговори, мај (Бранковина)
- Ноћ музеја, мај
- Џез фест, мај
- „” музички фестивал, јун
- Тешњарске вечери, август
- , јул (Дивчибаре)
- Фестивал дуван чварака, октобар
- Гастро фест, новембар